# What Am I Gonna Do (I'm So in Love with You)
What Am I Gonna Do (I'm So in Love with You) is een nummer van de Britse zanger Rod Stewart uit 1983. Het is de tweede single van zijn twaalfde studioalbum Body Wishes.
"What Am I Gonna Do (I'm So in Love with You)" gaat over een man die zo verliefd is op een vrouw, dat hij zich er geen raad mee weet. Het nummer werd een grote hit op de Britse eilanden en in het Duitse taalgebied. In het Verenigd Koninkrijk bereikte het de 3e positie. In het Nederlandse werd het nummer een bescheiden hitje; met een 26e positie in de Nederlandse Top 40 en een 14e positie in de Vlaamse Radio 2 Top 30.